# Achlys
Achlys (Oudgrieks: Ἀχλύς) was volgens Schild van Herakles van Hesiodos een van de figuren afgebeeld op Herakles' shild, mogelijks als personificatie van zwaar verdriet. In Homerus is Achlys de waas die sterfelijke ogen verblind (vaak de dood als resultaat). Haar Romeinse tegenspeler, Caligo, zou de moeder geweest zijn van Chaos. In Nonnus' Dionysiaca blijkt ze een heks te zijn.

### Homerus
In Homerus wordt het woord Achlys vaak gebruikt om een waas te beschrijven die in de ogen van stervelingen schijnt, vaak terwijl ze stervende zijn. Bijvoorbeeld in Ilias, de held Sarpedon wanneer hij zwaar gewond is:
zijn geest begaf het, en een waas dwarrelde over zijn ogen. Hij kwam echter weer tot leven, en de adem van de Noordenwind, die over hem heen blies, deed hem herleven nadat hij op pijnlijke wijze zijn geest had uitgeblazen.
Terwijl, in Odyssee, Eurymachus, een van de vrijers van Penelope, in de borst werd geraakt door een pijl van 
Odysseus:
liet het zwaard uit zijn hand op de grond vallen, en kronkelend over de tafel boog hij zich en viel neer, en morste het eten en de beker met twee oren op de vloer. Met zijn voorhoofd sloeg hij in doodsangst op de aarde, en met beide voeten versmaadde hij de stoel en schudde deze, en een waas spreidde zich over zijn ogen.

### Schild van Herakles
In het Schild van Herakles, een archaïsch Grieks epos dat werd geschreven door Hesiodos, wordt Achlys beschreven als een van de figuren die op het schild staat, waarop ze te zien is als personificatie van zwaar verdriet of rouw:
Naast hen [Clotho, Lachesis, en Atropos (de moira), en de keres] stond Dood-Mist, somber en angstaanjagend, bleek, uitgedroogd, ineenkrimpend van de honger, met dikke knieën; er waren lange klauwen aan haar handen. Uit haar neusvleugels vloeide slijm, van haar kaken droop er bloed op de grond. Ze stond daar, grijnzend, vreselijk, en veel stof, nat van tranen, lag op haar schouders.

### Fabulae
De Romeinse tegenspeler van Achlys blijkt Caligo ('zwarte mist') te zijn. Hyginus, een Romeinse mythograaf uit de eerste eeuw v.c., zegt in het voorwoord van Fabulae dat Caligo de moeder van Chaos is en dat ze samen met Chaos de moeder is van Nacht (Nyx), Dag (Dies), Duisternis (Erebos) en Aether, mogelijks gebaseerd op een ongekende Griekse mythe.

### Dionysiaca
Nonnus van Panopolis zegt in Dionysiaca dat Achlys een heks is. Volgens Nonnus schafte Hera-boos op de bewakers van het kind Dionysos-veraderlijke bloemen uit het veld aan van Achlys, die ze gebruikte om een slaapspreuk op de bewakers te strooien, en "gooide ze vergiftigde drugs over hun haar en smeerde ze magische zalf over hun gezichten", waardoor de bewakers van hun menselijke vorm veranderden in centauren.